# منتخب ألبانيا تحت 19 سنة لكرة القدم للسيدات
منتخب ألبانيا تحت 19 سنة لكرة القدم للسيدات هو ممثل ألبانيا الرسمي في المنافسات الدولية في كرة القدم في فئة كرة قدم تحت 19 سنة للسيدات ، يديريه اتحاد ألبانيا لكرة القدم.